# Списак епизода серије Војна академија

Серија Војна академија је српска телевизијска серија из 2012. године. Прва сезона је емитована од 28. јануара до 12. маја 2012. године, друга од 16. фебруара до 30. марта 2014. године, трећа од 19. фебруара до 4. јуна 2017. године, четврта од 29. септембра до 31. децембра 2018. године, а пета од 11. јануара до 14. марта 2020. године. Серија Војна академија тренутно броји 5 сезона и 62 епизоде.
Филм Војна академија 2 је премијерно приказан 6. новембра 2013. године.
Филм Војна академија 3: Нови почетак је премијерно приказан 8. новембра 2016. године.
Филм Војна академија 5 је премијерно приказан 2. октобра 2019. године.

## Преглед
| Сезона | Сезона | Епизоде | Епизоде | Оригинално емитовање | Оригинално емитовање |
| Сезона | Сезона | Епизоде | Епизоде | Премијера            | Финале               |
| ------ | ------ | ------- | ------- | -------------------- | -------------------- |
|        | 1.     | 16      | 16      | 28. јануар 2012.     | 12. мај 2012.        |
|        | ВА2    | ВА2     | ВА2     | 6. новембар 2013.    | 6. новембар 2013.    |
|        | 2.     | 7       | 7       | 16. фебруар 2014.    | 30. март 2014.       |
|        | ВА3    | ВА3     | ВА3     | 8. новембар 2016.    | 8. новембар 2016.    |
|        | 3.     | 15      | 15      | 19. фебруар 2017.    | 4. јун 2017.         |
|        | 4.     | 14      | 14      | 29. септембар 2018.  | 31. децембар 2018.   |
|        | ВА5    | ВА5     | ВА5     | 3. октобар 2019.     | 3. октобар 2019.     |
|        | 5.     | 10      | 10      | 11. јануар 2020.     | 14. март 2020.       |

## Епизоде

### 1. сезона (2012)
| Бр. еп. (укупно) | Бр. еп. (у сезони) | Наслов       | Редитељ       | Сценариста   | Премијера         |
| ---------------- | ------------------ | ------------ | ------------- | ------------ | ----------------- |
| 1                | 1                  | Епизода 1.1  | Дејан Зечевић | Гордан Михић | 28. јануар 2012.  |
| 2                | 2                  | Епизода 1.2  | Дејан Зечевић | Гордан Михић | 4. фебруар 2012.  |
| 3                | 3                  | Епизода 1.3  | Дејан Зечевић | Гордан Михић | 11. фебруар 2012. |
| 4                | 4                  | Епизода 1.4  | Дејан Зечевић | Гордан Михић | 18. фебруар 2012. |
| 5                | 5                  | Епизода 1.5  | Дејан Зечевић | Гордан Михић | 25. фебруар 2012. |
| 6                | 6                  | Епизода 1.6  | Дејан Зечевић | Гордан Михић | 3. март 2012.     |
| 7                | 7                  | Епизода 1.7  | Дејан Зечевић | Гордан Михић | 10. март 2012.    |
| 8                | 8                  | Епизода 1.8  | Дејан Зечевић | Гордан Михић | 17. март 2012.    |
| 9                | 9                  | Епизода 1.9  | Дејан Зечевић | Гордан Михић | 24. март 2012.    |
| 10               | 10                 | Епизода 1.10 | Дејан Зечевић | Гордан Михић | 31. март 2012.    |
| 11               | 11                 | Епизода 1.11 | Дејан Зечевић | Гордан Михић | 7. април 2012.    |
| 12               | 12                 | Епизода 1.12 | Дејан Зечевић | Гордан Михић | 14. април 2012.   |
| 13               | 13                 | Епизода 1.13 | Дејан Зечевић | Гордан Михић | 21. април 2012.   |
| 14               | 14                 | Епизода 1.14 | Дејан Зечевић | Гордан Михић | 28. април 2012.   |
| 15               | 15                 | Епизода 1.15 | Дејан Зечевић | Гордан Михић | 5. мај 2012.      |
| 16               | 16                 | Епизода 1.16 | Дејан Зечевић | Гордан Михић | 12. мај 2012.     |

### 2. сезона (2014)
| Бр. еп. (укупно) | Бр. еп. (у сезони) | Наслов      | Редитељ       | Сценариста   | Премијера         |
| ---------------- | ------------------ | ----------- | ------------- | ------------ | ----------------- |
| 17               | 1                  | Епизода 2.1 | Дејан Зечевић | Бобан Јевтић | 16. фебруар 2014. |
| 18               | 2                  | Епизода 2.2 | Дејан Зечевић | Бобан Јевтић | 23. фебруар 2014. |
| 19               | 3                  | Епизода 2.3 | Дејан Зечевић | Бобан Јевтић | 2. март 2014.     |
| 20               | 4                  | Епизода 2.4 | Дејан Зечевић | Бобан Јевтић | 9. март 2014.     |
| 21               | 5                  | Епизода 2.5 | Дејан Зечевић | Бобан Јевтић | 15. март 2014.    |
| 22               | 6                  | Епизода 2.6 | Дејан Зечевић | Бобан Јевтић | 22. март 2014.    |
| 23               | 7                  | Епизода 2.7 | Дејан Зечевић | Бобан Јевтић | 29. март 2014.    |

### 3. сезона (2017)
| Бр. еп. (укупно) | Бр. еп. (у сезони) | Наслов       | Редитељ       | Сценариста                                                      | Премијера         |
| ---------------- | ------------------ | ------------ | ------------- | --------------------------------------------------------------- | ----------------- |
| 24               | 1                  | Епизода 3.1  | Дејан Зечевић | По причи: Гордана Михића Сценарио: Бобан Јевтић и Милан Коњевић | 19. фебруар 2017. |
| 25               | 2                  | Епизода 3.2  | Дејан Зечевић | По причи: Гордана Михића Сценарио: Бобан Јевтић и Милан Коњевић | 26. фебруар 2017. |
| 26               | 3                  | Епизода 3.3  | Дејан Зечевић | По причи: Гордана Михића Сценарио: Бобан Јевтић и Милан Коњевић | 5. март 2017.     |
| 27               | 4                  | Епизода 3.4  | Дејан Зечевић | По причи: Гордана Михића Сценарио: Бобан Јевтић и Милан Коњевић | 12. март 2017.    |
| 28               | 5                  | Епизода 3.5  | Дејан Зечевић | По причи: Гордана Михића Сценарио: Бобан Јевтић и Милан Коњевић | 19. март 2017.    |
| 29               | 6                  | Епизода 3.6  | Дејан Зечевић | По причи: Гордана Михића Сценарио: Бобан Јевтић и Милан Коњевић | 26. март 2017.    |
| 30               | 7                  | Епизода 3.7  | Дејан Зечевић | По причи: Гордана Михића Сценарио: Бобан Јевтић и Милан Коњевић | 9. април 2017.    |
| 31               | 8                  | Епизода 3.8  | Дејан Зечевић | По причи: Гордана Михића Сценарио: Бобан Јевтић и Милан Коњевић | 16. април 2017.   |
| 32               | 9                  | Епизода 3.9  | Дејан Зечевић | По причи: Гордана Михића Сценарио: Бобан Јевтић и Милан Коњевић | 23. април 2017.   |
| 33               | 10                 | Епизода 3.10 | Дејан Зечевић | По причи: Гордана Михића Сценарио: Бобан Јевтић и Милан Коњевић | 30. април 2017.   |
| 34               | 11                 | Епизода 3.11 | Дејан Зечевић | По причи: Гордана Михића Сценарио: Бобан Јевтић и Милан Коњевић | 7. мај 2017.      |
| 35               | 12                 | Епизода 3.12 | Дејан Зечевић | По причи: Гордана Михића Сценарио: Бобан Јевтић и Милан Коњевић | 14. мај 2017.     |
| 36               | 13                 | Епизода 3.13 | Дејан Зечевић | По причи: Гордана Михића Сценарио: Бобан Јевтић и Милан Коњевић | 21. мај 2017.     |
| 37               | 14                 | Епизода 3.14 | Дејан Зечевић | По причи: Гордана Михића Сценарио: Бобан Јевтић и Милан Коњевић | 28. мај 2017.     |
| 38               | 15                 | Епизода 3.15 | Дејан Зечевић | По причи: Гордана Михића Сценарио: Бобан Јевтић и Милан Коњевић | 4. јун 2017.      |

### 4. сезона (2018)
| Бр. еп. (укупно) | Бр. еп. (у сезони) | Наслов       | Редитељ       | Сценариста                                                          | Премијера           |
| ---------------- | ------------------ | ------------ | ------------- | ------------------------------------------------------------------- | ------------------- |
| 39               | 1                  | Епизода 4.1  | Дејан Зечевић | По причи: Гордана Михића и Бобана Јевтића Сценарио: Зорица Цвијетић | 29. септембар 2018. |
| 40               | 2                  | Епизода 4.2  | Дејан Зечевић | По причи: Гордана Михића и Бобана Јевтића Сценарио: Зорица Цвијетић | 6. октобар 2018.    |
| 41               | 3                  | Епизода 4.3  | Дејан Зечевић | По причи: Гордана Михића и Бобана Јевтића Сценарио: Зорица Цвијетић | 13. октобар 2018.   |
| 42               | 4                  | Епизода 4.4  | Дејан Зечевић | По причи: Гордана Михића и Бобана Јевтића Сценарио: Зорица Цвијетић | 20. октобар 2018.   |
| 43               | 5                  | Епизода 4.5  | Дејан Зечевић | По причи: Гордана Михића и Бобана Јевтића Сценарио: Зорица Цвијетић | 27. октобар 2018.   |
| 44               | 6                  | Епизода 4.6  | Дејан Зечевић | По причи: Гордана Михића и Бобана Јевтића Сценарио: Зорица Цвијетић | 3. новембар 2018.   |
| 45               | 7                  | Епизода 4.7  | Дејан Зечевић | По причи: Гордана Михића и Бобана Јевтића Сценарио: Зорица Цвијетић | 10. новембар 2018.  |
| 46               | 8                  | Епизода 4.8  | Дејан Зечевић | По причи: Гордана Михића и Бобана Јевтића Сценарио: Зорица Цвијетић | 17. новембар 2018.  |
| 47               | 9                  | Епизода 4.9  | Дејан Зечевић | По причи: Гордана Михића и Бобана Јевтића Сценарио: Зорица Цвијетић | 24. новембар 2018.  |
| 48               | 10                 | Епизода 4.10 | Дејан Зечевић | По причи: Гордана Михића и Бобана Јевтића Сценарио: Зорица Цвијетић | 1. децембар 2018.   |
| 49               | 11                 | Епизода 4.11 | Дејан Зечевић | По причи: Гордана Михића и Бобана Јевтића Сценарио: Зорица Цвијетић | 8. децембар 2018.   |
| 50               | 12                 | Епизода 4.12 | Дејан Зечевић | По причи: Гордана Михића и Бобана Јевтића Сценарио: Зорица Цвијетић | 15. децембар 2018.  |
| 51               | 13                 | Епизода 4.13 | Дејан Зечевић | По причи: Гордана Михића и Бобана Јевтића Сценарио: Зорица Цвијетић | 22. децембар 2018.  |
| 52               | 14                 | Епизода 4.14 | Дејан Зечевић | По причи: Гордана Михића и Бобана Јевтића Сценарио: Зорица Цвијетић | 31. децембар 2018.  |

### 5. сезона (2020)
| Бр. еп. (укупно) | Бр. еп. (у сезони) | Наслов       | Редитељ       | Сценариста                                   | Премијера         |
| ---------------- | ------------------ | ------------ | ------------- | -------------------------------------------- | ----------------- |
| 53               | 1                  | Епизода 5.1  | Дејан Зечевић | Зорица Цвијетић, Жељко Хубач и Милан Коњевић | 11. јануар 2020.  |
| 54               | 2                  | Епизода 5.2  | Дејан Зечевић | Зорица Цвијетић, Жељко Хубач и Милан Коњевић | 18. јануар 2020.  |
| 55               | 3                  | Епизода 5.3  | Дејан Зечевић | Зорица Цвијетић, Жељко Хубач и Милан Коњевић | 25. јануар 2020.  |
| 56               | 4                  | Епизода 5.4  | Дејан Зечевић | Зорица Цвијетић, Жељко Хубач и Милан Коњевић | 1. фебруар 2020.  |
| 57               | 5                  | Епизода 5.5  | Дејан Зечевић | Зорица Цвијетић, Жељко Хубач и Милан Коњевић | 8. фебруар 2020.  |
| 58               | 6                  | Епизода 5.6  | Дејан Зечевић | Зорица Цвијетић, Жељко Хубач и Милан Коњевић | 15. фебруар 2020. |
| 59               | 7                  | Епизода 5.7  | Дејан Зечевић | Зорица Цвијетић, Жељко Хубач и Милан Коњевић | 22. фебруар 2020. |
| 60               | 8                  | Епизода 5.8  | Дејан Зечевић | Зорица Цвијетић, Жељко Хубач и Милан Коњевић | 29. фебруар 2020. |
| 61               | 9                  | Епизода 5.9  | Дејан Зечевић | Зорица Цвијетић, Жељко Хубач и Милан Коњевић | 7. март 2020.     |
| 62               | 10                 | Епизода 5.10 | Дејан Зечевић | Зорица Цвијетић, Жељко Хубач и Милан Коњевић | 14. март 2020.    |

### 6. сезона (2022)
Војна академија (ТВ серија, 6. сезона)

## Филмови

### Војна академија 2 (2013)
Филм Војна академија 2 је премијерно приказан 6. новембра 2013. године
| Бр. еп. (укупно) | Бр. еп. (у сезони) | Наслов            | Редитељ       | Сценариста   | Премијера         |
| ---------------- | ------------------ | ----------------- | ------------- | ------------ | ----------------- |
| /                | /                  | Војна академија 2 | Дејан Зечевић | Бобан Јевтић | 6. новембар 2013. |

### Војна академија 3 - Нови почетак (2016)
Филм Војна академија 3: Нови почетак је премијерно приказан 8. новембра 2016. године.
| Бр. еп. (укупно) | Бр. еп. (у сезони) | Наслов                          | Редитељ       | Сценариста                   | Премијера         |
| ---------------- | ------------------ | ------------------------------- | ------------- | ---------------------------- | ----------------- |
| /                | /                  | Војна академија 3: Нови почетак | Дејан Зечевић | Бобан Јевтић и Милан Коњевић | 8. новембар 2016. |

### Војна академија 5 (2019)
Филм Војна академија 5 је премијерно приказан 2. октобра 2019. године.
| Бр. еп. (укупно) | Бр. еп. (у сезони) | Наслов            | Редитељ       | Сценариста  | Премијера        |
| ---------------- | ------------------ | ----------------- | ------------- | ----------- | ---------------- |
| /                | /                  | Војна академија 5 | Дејан Зечевић | Жељко Хубач | 2. октобар 2019. |

## Напомена
- Приликом досадашњег емитовања серије, није наведен назив ниједне епизоде на почетку епизоде.